# Уватов, Алексей Никитович
Алексей Никитович Уватов (29.03.1911—24.08.1990) — младший лейтенант Рабоче-крестьянской Красной Армии, участник Великой Отечественной войны, Герой Советского Союза (1943).

## Биография
Алексей Уватов родился 29 марта 1911 года в деревне Быково (ныне — Черемховский район Иркутской области). Окончил два класса школы, занимался в ликбезе. С 1928 года работал на шахте, позднее окончил курсы лесных мастеров и работал в леспромхозе. С 1936 года Уватов работал на мельнице. 
В октябре 1941 года он был призван на службу в Рабоче-крестьянскую Красную Армию и направлен на фронт Великой Отечественной войны.
К сентябрю 1943 года гвардии младший лейтенант Алексей Уватов командовал стрелковым взводом 202-го гвардейского стрелкового полка 68-й гвардейской стрелковой дивизии 40-й армии Воронежского фронта. Отличился во время битвы за Днепр. В ночь с 24 на 25 сентября 1943 года взвод Уватова переправился через Днепр в районе села Балыко-Щучинка Кагарлыкского района Киевской области Украинской ССР и принял активное участие в боях за захват и удержание плацдарма на его западном берегу, в течение трёх дней отражая немецкие контратаки. В критический момент боёв Уватов заменил собой выбывшего из строя командира роты, сам был ранен, но продолжал сражаться.
Указом Президиума Верховного Совета СССР от 13 ноября 1943 года за «мужество и героизм, проявленные на фронте борьбы с немецкими захватчиками», гвардии младший лейтенант Алексей Уватов был удостоен высокого звания Героя Советского Союза с вручением ордена Ленина и медали «Золотая Звезда» за номером 3358.
После длительного лечения в госпиталях в марте 1944 года А. Н. Уватов был уволен в запас. Проживал и работал в Усолье-Сибирском. Умер 24 августа 1990 года.
Был также награждён орденом Отечественной войны 1-й степени (11.03.1985) и рядом медалей.
В честь Уватова названа улица в Усолье-Сибирском. НА доме 89 по ул. Ленина, в котором он жил, открыта памятная доска.